# جايسون يونغ (فنان قتال مختلط)
جايسون يونغ (بالإنجليزية: Jason Young) هو فنان قتال مختلط بريطاني، ولد في 28 يونيو 1986 في لويشام ‏ في المملكة المتحدة.

## وصلات خارجية
- جايسون يونغ على موقع شيردوغ (الإنجليزية)
- جايسون يونغ على موقع IMDb (الإنجليزية)